# Société des amis du Vieux Conflans
La Société des Amis du Vieux Conflans est une association, fondée en novembre 1930, à Albertville. Elle a pour objet de sauvegarder le patrimoine bâti de Conflans et d'Albertville. La Société est membre de l'Union des sociétés savantes de Savoie.

## Histoire
L'archiviste de la Savoie, Gabriel Pérouse, publie en 1926  Une ville morte de Savoie, Conflans. Quatre ans plus tard, au mois de novembre, des passionnés se réunissent pour fonder la société des Amis du Vieux Conflans. Elle se donne pour but de « s'employer par tous les moyens possible à empêcher la destruction, la démolition, la dégradation, la mutilation des vieilles maisons, des remparts et des antiquités de Conflans ; d'encourager, de provoquer et de prendre toutes les initiatives nécessaires pour en assurer la conservation et la restauration, et d'enfin, d'en obtenir le classement général dans les monuments historiques ou dans les sites pittoresques ». La cité de Conflans est inscrite à l'inventaire supplémentaire des sites 30 juin 1941.
La Société est à l'origine des célébrations du Centenaire d'Albertville, en 1936. La même année, elle inaugure le Musée d'art et d'histoire de Conflans, ce dernier devient un établissement communal 20 ans plus tard.
Elle est reconnue comme « établissement d'utilité publique » par décret, le 21 novembre 1968.
La Société reçoit le Trophée Culture Béatrice de Savoie, décerné par le département de la Savoie, en 1975.

## Réalisations

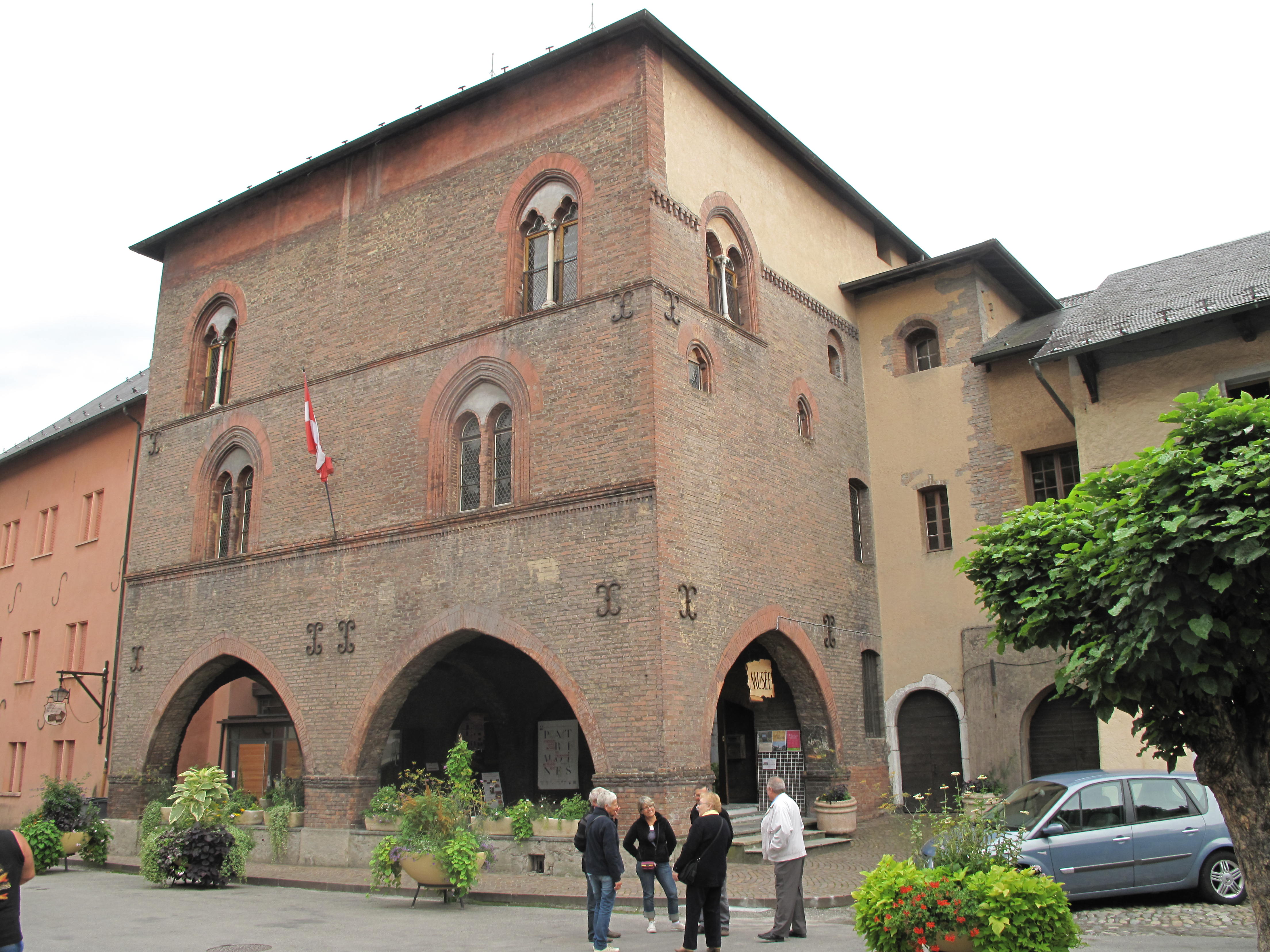
Maison Rouge de Conflans (XIVe siècle), site du Musée d'art et d'histoire de Conflans.

- Fondation du Musée d'art et d'histoire de Conflans (1936)[1]
- Classement du site de Conflans (obtenu partiellement en 1941)
- Restauration de la Maison Perrier de la Bâthie
- Sauvetage du Château Rouge
- Création de l'association des guides
- Création des brochures touristiques

## Publications
La société des Amis du Vieux Conflans publie annuellement — après une parution trimestrielle, puis semestrielle — des comptes-rendus de ses séances, des communications et des travaux originaux, depuis 1949, dans sa  revue Les Cahiers du Vieux Conflans,. En 2018, parution du n°179. La liste complète des numéros est consultable en ligne.
La société publie par ailleurs certains ouvrages spécialisés dont on peut retrouver également la liste sur le site officiel.

## Présidents
- 1933 : Claude Léger
- 1946 à 1961 : Léon Aubout
- 1961 à 1994 : L'abbé Marius Hudry, élu à l'Académie des sciences, belles-lettres et arts de Savoie, en 1964[8] ;
- depuis 2016 : Jean-Pierre Dubourgeat, élu à l'Académie des sciences, belles-lettres et arts de Savoie, le 29 janvier 2016[9].